# Ludwik Antoni von Pfalz-Neuburg
Ludwik Antoni von Pfalz-Neuburg (niem. Ludwig Anton von Pfalz-Neuburg; ur. 9 czerwca 1660, zm. 4 maja 1694 w Liège) – książę, biskup Wormacji 1691–1694, wielki mistrz zakonu krzyżackiego w latach 1684–1694.

## Życiorys
Pochodził z rodu Wittelsbachów. Był synem palatyna reńskiego Filipa Wilhelma i Elżbiety Amalii księżniczki heskiej. Jego młodszym bratem był Ludwik Franciszek.
Dzięki protekcji ojca został mianowany koadiutorem administratora urzędu wielkiego mistrza zakonu krzyżackiego Jana von Ampringena. Jako osoba duchowna Ludwik Antoni von Pfalz-Neuburg był kanonikiem w Kolonii i Strasburgu oraz opatem w Fécamp.
Gdy jego siostra Eleonora Magdalena, poślubiła cesarza Leopolda I zbliżył się do dworu habsburskiego. Dzięki dyspensie papieskiej został austriackim oficerem. W 1683 brał udział w bitwach pod Wiedniem i pod Parkanami. W 1687 uczestniczył w bitwie pod Mohaczem, a w 1689 brał udział w obronie Bonn i Moguncji przeciw nacierającej armii francuskiej.
W 1684 został po śmierci Jana Kaspra von Ampringena wielkim mistrzem zakonu krzyżackiego, z powodu uczestnictwa w działaniach wojennych przeciw Wielkiej Porcie urząd przyjął dopiero w 1685. W latach 1689–1690 przebywał w Hiszpanii towarzysząc jako dworzanin cesarzowej. Od 1691 ponownie zainteresował się godnościami kościelnymi i odszedł ze służby wojskowej. Został koadiutorem arcybiskupa Moguncji, a w 1693 biskupem Wormacji.
Zmarł w Liège jako ofiara zarazy. Pochowany został w kościele jezuickim w Düsseldorfie.